# Hannah Harper
Hannah Harper (Brixham, 4 de julho de 1982) é uma atriz pornográfica e diretora inglesa.

## Biografia
Hannah cresceu em uma vila de pescadores em Devon, onde seus pais trabalhavam em campos de férias locais. Seus primeiros trabalhos foram no porto local e uma loja de roupas. Ela também trabalhou como recepcionista em um hotel, na limpeza e como camareira.
Em 2001, Hannah começou a modelar em Londres por sugestão do seu então noivo. Mudou-se para Los Angeles, Califórnia, para fazer fotografias de modelo. Harper apareceu em alguns vídeos pornô amador, sendo o primeiro com TM Video Productions e, em seguida, começou a trabalhar com Ben Dover em seu primeiro filme profissional. Assinou contratos de exclusividade com a Legend Entertainment e Sin City Video. Ela também esteve envolvida nas operações da agência LA Direct Models com seu então parceiro Ben English, mas que terminou quando se separaram em meados de 2004.
Apareceu várias vezes na revista High Society e Club International. Além disso, foi a Pet do Mês da Penthouse em abril de 2002 e a capa e página central da revista Hustler, em maio de 2002.
Hannah também começou a trabalhar como bailarina em vários clubes de striptease, aprendendo muito com Flick Shagwell. Ela manifestou dúvidas sobre o trabalho, dizendo "eu sabia que não podia dançar... eu não tenho senso de ritmo".